# Roßgärter Tor

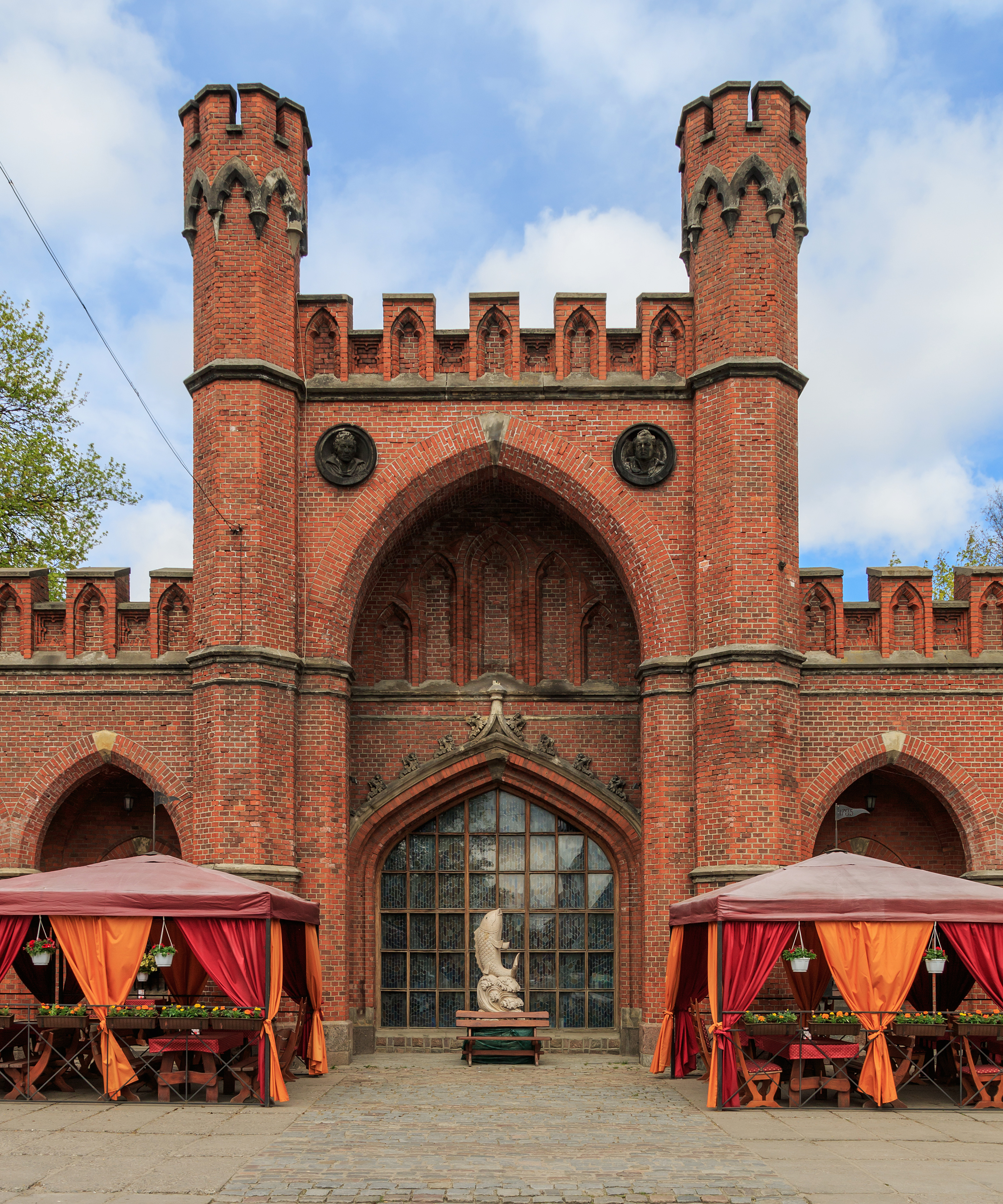
Roßgärter Tor

Das Roßgärter Tor (russisch Росгартенские ворота) gehört zu den Fortifikationsbauten Königsberg am Ende vom Roßgarten (Königsberg).

## Geschichte
Das Tor an der Cranzer Allee der Ausfallstraße nach Cranz wird bereits 1785 zusammen mit der vor dem Tore liegenden „Roßgärtschen Ziegelei“ erwähnt. 1820 werden fünf vor dem Tor liegende Güter genannt, die zur Altrossgärtner Kirche eingepfarrt waren. Der jetzt noch erhaltene Bau wurde 1852–1855 von Wilhelm Stürmer am ersten Wall erbaut. Die Durchfahrt lag in der Tormitte, wobei zu beiden Seiten Kasematten, in denen früher die Torwache untergebracht waren, angeordnet sind. An der Stadtinnenseite ist Durchfahrt durch ein vorgeschobenes Gebäude für Rundumverteidigung gedeckt. Auf der Außenseite lag ein Wassergraben mit Zugbrücke. Die Kasematten hatten nach außen Schießscharten und nach innen Fenster. Über dem gesamten Tor befindet sich ein Beobachtungsplatz mit Brustwehr. Zu beiden Seiten erheben sich zwei Halbtürme, dazwischen, symmetrisch angeordnet, die sogenannten Arkaden – zwei Reihen von Bögen, die sich von der Größe und Form her gleichen und sich in regelmäßigen Abständen auf sechseckige Säulen stützen. Das Tor ist mit Ornamenten und Sandstein-Blumen geschmückt. Zu beiden Seiten der stadtseitigen Durchfahrt befinden sich Hochreliefs von Gerhard von Scharnhorst und August von Gneisenau.
Bei der Schlacht um Königsberg verteidigte die letzten Reste der Wehrmacht aus ungeklärten Gründen das Rossgärter Tor mitsamt dem Dohnaturm einen Tag über die Kapitulation hinaus, bis 10. April 1945. In der Nachkriegszeit wurde das Tor zunächst als Lager genutzt. Heute ist darin ein Café und ein Fischrestaurant untergebracht.